# Uadi

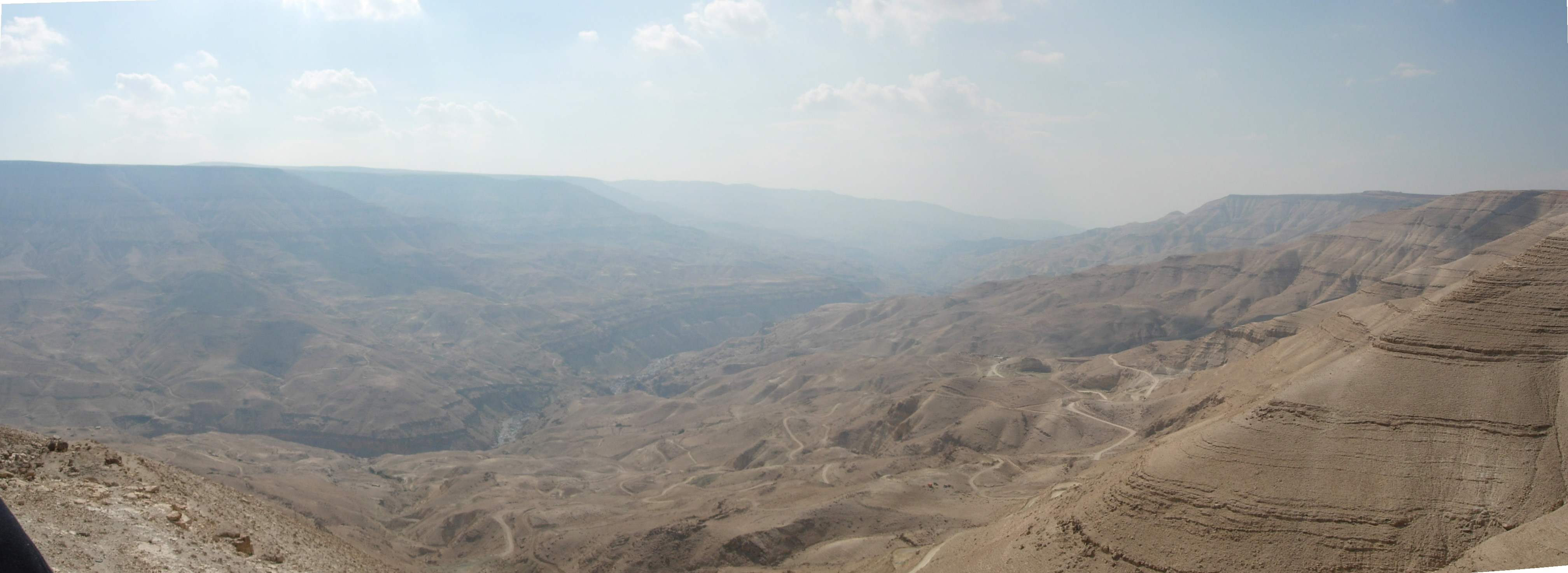
Uadi al-Mujib, Jordània

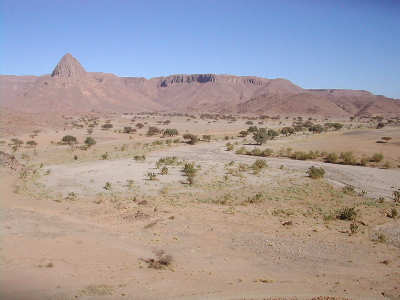
Uadi a Algèria

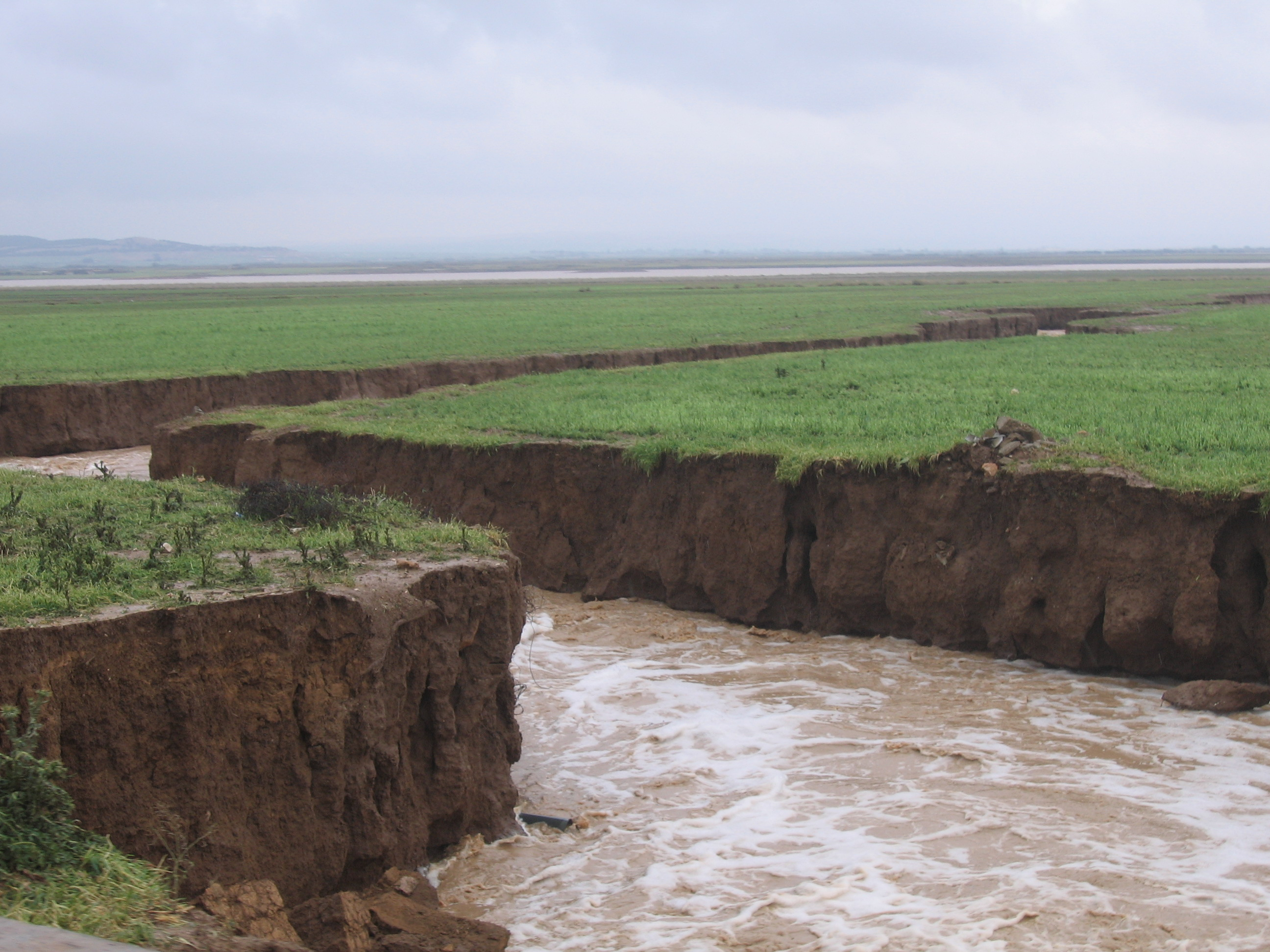
Uadi en crescuda (Algèria, regió de Batna)

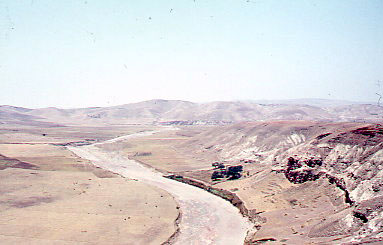
Vall d'un uadi al Marroc

Un uadi (de l'àrab واد, wādin, ‘vall’, ‘llera del riu’, a partir de la forma determinada الوادي, al-wādī) és el llit o la llera dels rius en regions càlides i àrides o desèrtiques del Magrib i Aràbia. Aquestes lleres poden tenir fins a més de 100 m d'amplària; són canals de desguàs o corrents d'aigua intermitents que només transporten aigua durant breus temporades plujoses (d'hores, dies, o a tot estirar, setmanes de durada). Poden ser semianuals, anuals o encara més esporàdiques i impredictibles, tant en l'època de l'any en què ocorren com en la quantitat de pluja. En aquestes regions, l'escassa vegetació és xèrica, espinosa, de creixement lent i està limitada al veïnat dels uadis. Si en el subsòl o a la superfície d'aquests s'emmagatzema l'aigua, la vegetació pot prendre un caràcter més exuberant i originar un tipus d'oasi, encara que la vegetació natural en aquests és normalment reemplaçada per espècies domèstiques (palma datilera, arbres fruiters, hortalisses, herbes per a farratge…), sembrades pels qui habiten i usufructuen l'oasi.
El nom de molts rius de la península Ibèrica comença per Guad-, especialment en el sud —Guadalquivir, Guadiana, Guadarrama, Guadajira, Guadalhorce, Guadalaviar, Guadalest, Guadalfeo, Guadalete, Guadalmedina, Guadalentín…—, partícula que deriva del mateix mot àrab que uadi. Aquests rius van rebre el nom pel significat originari de l'àrab, ‘vall’ o ‘riu’; així, per exemple, el nom del riu Guadalquivir significa, en àrab, al-wadi al-Kabir, ‘el riu Gran’, i el Guadiana, wadi Ana, ‘riu Ana’, que és el nom preislàmic del riu (Anas, en llatí).
En altres zones àrides com la península de La Guajira, Colòmbia, i la costa del mar Carib, a l'occident de Veneçuela, també ocorren rius estacionals i aquests presenten uadis, encara que el terme no es fa servir a Amèrica del Sud.